# Tubbergen (circuit)

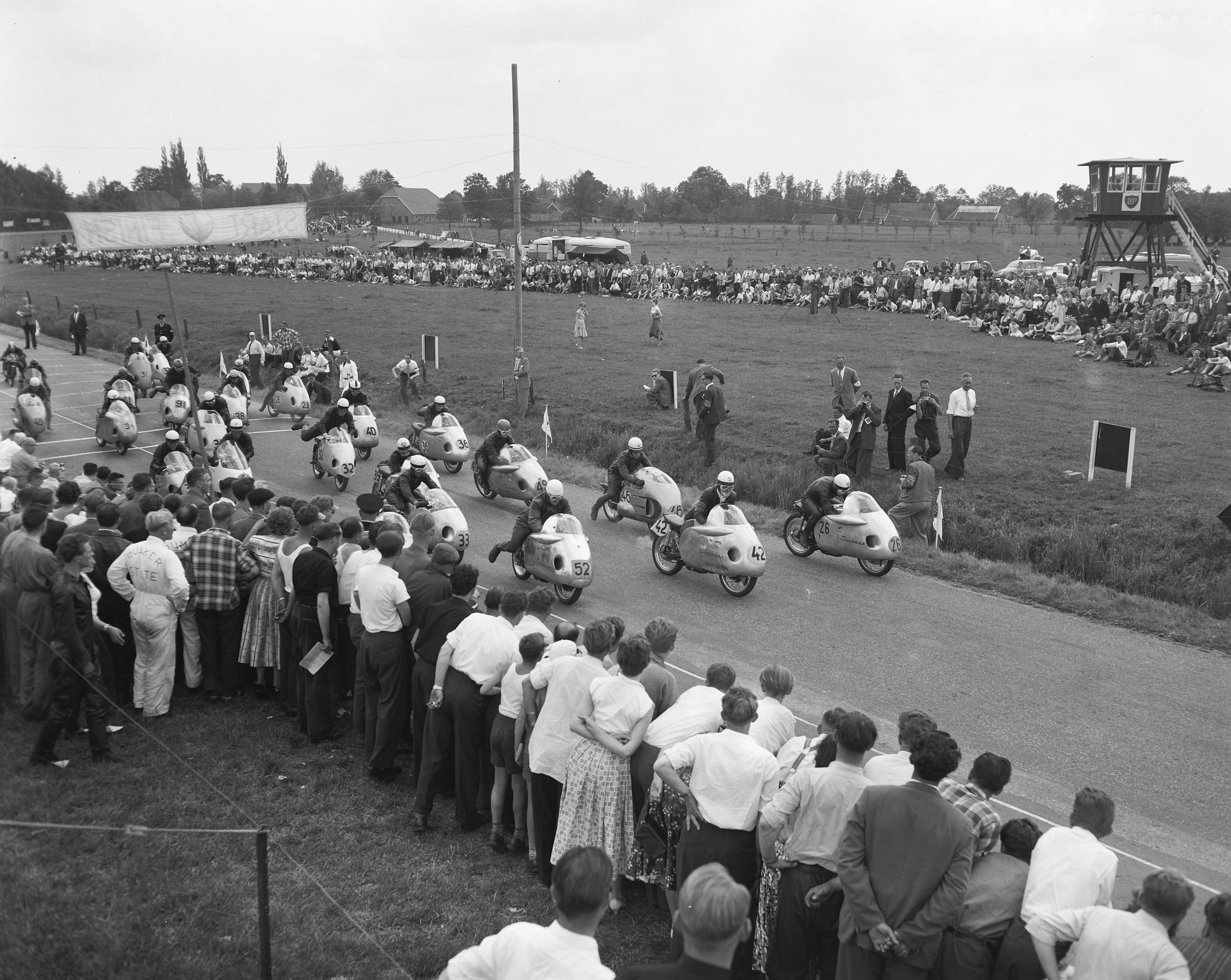
Het circuit van Tubbergen in 1957

Het circuit van Tubbergen was een stratencircuit dat bestond uit een driehoek van wegen tussen Tubbergen, Fleringen en Albergen. Er werden motorraces gehouden van 1946 tot en met 1984.

## Tegenwoordig
Sinds 2002 komen de coureurs uit de jaren 70/80 elk jaar op tweede pinksterdag, met uitzondering van 2013, weer terug naar Tubbergen. De race vindt niet meer plaats op het originele circuit, maar op het Tubbergse industrieterrein dat tijdens het evenement circuit de "Filartring" heet. Het traject heeft een lengte van ongeveer 1400 meter en bevat in totaal 8 bochten. 
Tijdens het evenement gaat het er niet om wie de snelste tijd neerzet, maar het meest constant rijdt in twee verschillende manches in alle categorieën.
De volgende categorieën doen mee tijdens de Historische Motorrace:
- 50cc
- 125cc
- 250cc
- 350cc
- 500cc
- Pré 50 (motoren van voor de jaren 50) + 125cc veteranen (125 cc motoren met bouwjaar tot 1955)
- Zijspan

### Editie 2012
Gedurende deze editie werd er stilgestaan bij de 5 mensen (3 coureurs en 2 toeschouwers) die gedurende de originele races zijn omgekomen. Onder andere de in 1965 omgekomen Engelse motorcoureur John Bacon werd geëerd. Zijn zoon mocht een ronde over het parcours rijden op een Suzuki waarna een minuut stilte in acht genomen werd. Tevens werd een boek over de historie van de originele motorrace gepresenteerd: "De Motorraces van Tubbergen" en werd een monument met de namen van de omgekomen mensen door wethouder Tom Vleerbos onthuld.

### Editie 2014

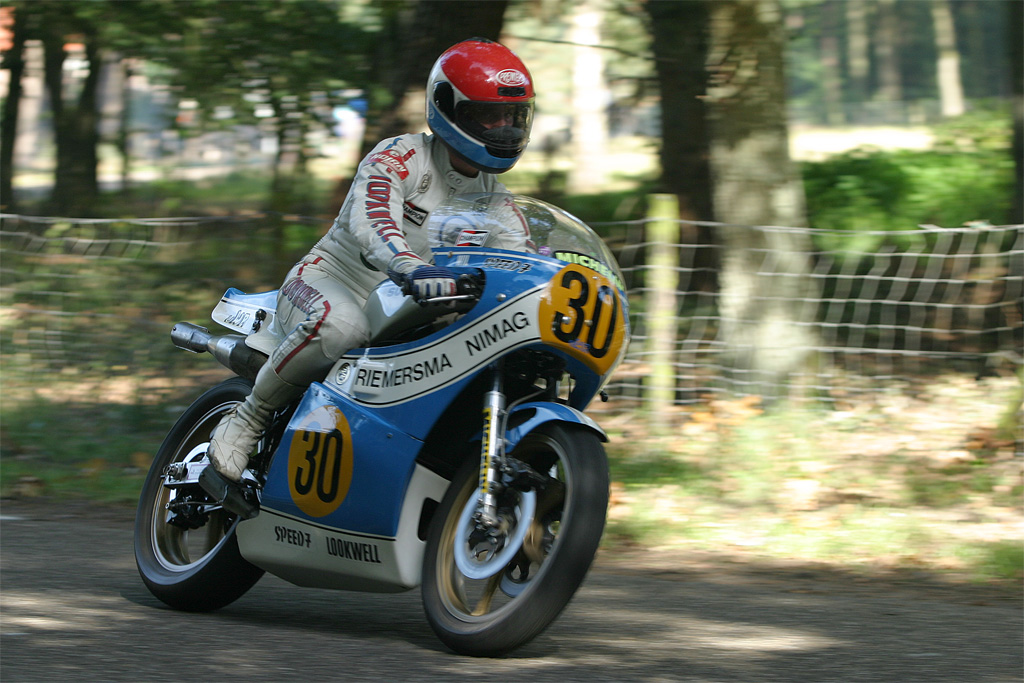
Wil Hartog in 2007

Op 9 juni 2014 werd, na een tussenjaar, de Historische Motorrace Tubbergen voor de elfde keer georganiseerd. Nieuw dat jaar was de Classic Grand Prix Parade waarin enkele racelegendes op hun oude motor of exacte replica daarvan hun kunsten nogmaals vertoonden op het circuit. Deelnemers deze episode waren onder andere: Boet van Dulmen, Wil Hartog, Mile Pajic, Patrick van den Goorbergh, Duke Wille, Theo Bult en Marcel Ankoné.
Tevens werd de 15-jarige motorcoureur Bo Bendsneyder gehuldigd voor zijn prestaties van het afgelopen racejaar, als aanmoediging ontving hij een geldbedrag van €2000.

### Editie 2015
Voor editie 2015 is aangekondigd dat het evenement op 2 dagen zal plaatsvinden, daarnaast wordt er geprobeerd om ook coureurs met andere nationaliteiten naar Tubbergen te halen.